# European Association for Psychotherapy
Die European Association for Psychotherapy (deutsch Europäischer Psychotherapie-Verband) hat ihren Sitz in Wien. Präsidentin ist Irena Bezić (Kroatien); Generalsekretär ist Tom Warnecke (UK).
Die EAP repräsentiert 128 Organisationen (darunter 28 nationale Dachverbände und 17 Europäische Vereinigungen) aus 41 Ländern mit mehr als 120.000 Psychotherapeuten. In Deutschland ist der Deutsche Dachverband für Psychotherapie die nationale Anerkennungsorganisation (NAO) für die Vergabe des Eurozertifikats und Mitglied im EAP. Beitreten können auch Individualmitglieder. Beruhend auf der Strasbourg Declaration on Psychotherapy of 1990 (dt.: Straßburger Erklärung zur Psychotherapie von 1990) vertritt die EAP die Notwendigkeit hoher Ausbildungsstandards auf wissenschaftlicher Basis und setzt sich für freie und unabhängige Ausübung der Psychotherapie in ganz Europa ein. Wichtige Aktivitäten sind:
- EAP Ethical Guidelines: Die EAP hat Ethik-Richtlinien zum Schutz der Patienten erarbeitet und ist bemüht, diese europaweit durchzusetzen
- European Certificate of Psychotherapy (ECP): Ziel dieses Europäischen Psychotherapie-Zertifikats ist vergleichbarer Ausbildungsstandard und wechselseitige Anerkennung der Ausbildungen in ganz Europa (Harmonisierung)
- Founding member of the World Council for Psychotherapy (WCP): Aktive Mitarbeit im WCP als Gründungsmitglied
- Publikation des International Journal of PsychotherapyISSN 1356-9082
- Register for ECP-Psychotherapists: Aufbau einer Datenbank mit der Erreichbarkeit von Psychotherapeuten in ganz Europa